# Contopus caribaeus
El pibí cubano o bobito chico (Contopus caribaeus) es una especie de ave paseriforme en la familia Tyrannidae perteneciente al numeroso género Contopus. Es nativo de Cuba y de las Bahamas. Anteriormente era agrupado con el pibí de la Española (C. hispaniolensis) y el pibí jamaicano  (C. pallidus) como una sola especie.

## Distribución y hábitat
Se distribuye por toda la isla de Cuba, islas e islotes aledaños y en la parte norte del archipiélago de las Bahamas.
Esta especie es considerada común y ampliamente diseminada en una variedad de hábitats naturales que incluyen bosques de pinos y de hojas anchas, y sus bordes, pantanos, manglares, matorrales y reforestaciones. Desde el nivel del mar hasta los 1800 m de altitud, raramente en elevaciones mayores.

## Sistemática

### Descripción original
La especie C. caribaeus fue descrita por primera vez por el naturalista francés Alcide d'Orbigny en 1839 bajo el nombre científico Muscipeta caribaea; su localidad tipo es: «Cuba; restringido posteriormente para Holguín, provincia de Oriente».

### Etimología
El nombre genérico masculino «Contopus» se compone de las palabras del griego «kontos» que significa ‘percha’, y «podos» que significa ‘pies’; y el nombre de la especie «caribaeus», en latín se refiere al Mar Caribe.

### Taxonomía
Anteriormente fue tratada como conespecífica con los también caribeños Contopus pallidus y C. hispaniolensis. La situación de la subespecie descrita C. caribaeus florentinoi Regalado Ruiz, 1977, del cayo Anclitas, litoral de Cuba, no está clara, y la fecha de la descripción es incierta; posiblemente sea válida, pero provisoriamente se la incluye en nerlyi.

### Subespecies
Según las clasificaciones del Congreso Ornitológico Internacional (IOC) y Clements Checklist/eBird se reconocen xxx  subespecies, con su correspondiente distribución geográfica:
- Contopus caribaeus bahamensis (Bryant, 1859) – Gran Bahama, Ábaco, Andros, Nueva Providencia y Eleuthera.
- Contopus caribaeus caribaeus	(d'Orbigny, 1839) – Cuba e isla de Pinos.
- Contopus caribaeus morenoi Burleigh & Duvall, 1948 – ciénaga de Zapata (sur de Cuba) y cayos adyacentes.
- Contopus caribaeus nerlyi Garrido, 1978 – islas frente a la costa sur de Camagüey (Cuba).